# Колёновске
Колёновске (пол. Kolonowskie)  —  город  в Польше, входит в Опольское воеводство,  Стшелецкий повят.  Имеет статус городско-сельской гмины. Занимает площадь 55,84 км². Население — 3433 человека (на 2004 год).